# Tục thờ rắn ở Việt Nam theo tỉnh thành
Tục thờ rắn là một tín ngưỡng dân gian Việt Nam. Các vùng miền ở Việt Nam đều có ghi nhận tục thờ rắn.

## Miền Bắc

### Tuyên Quang
Tại Đền Cấm ở thuộc xóm 16, xã Tràng Đà, Tuyên Quang có hiện tượng thờ một con rắn sọc khoanh vì tin loài rắn linh thiêng, nên dân trong vùng lập đền thờ rắn và kính cẩn gọi rắn là "ngựa ngài", "thần xà". Tượng rắn ở hòn nòn bộ ngay trước đền với con rắn khổng lồ, thân to bằng cái phích, bành mang với vẩy tua tủa sau đầu, mắt mở thao láo nhìn xuống phía chân núi. Con rắn bằng bê tông ấy được đắp giống hệt rắn thật, chui từ trong hõm núi ra, thân quấn quanh mấy khối đá, rồi dựng đầu lên.
Nhiều người nhìn thấy "ông rắn" ấy, thì chắp tay, khom người, cúi đầu vái lia lịa, để cầu khẩn rồi khói hương nghi ngút dưới chân rắn. Chuyện "ngài" xuất hiện ở đền Cấm, nhiều người được chứng kiến trực tiếp. Người dân ở đây bảo rằng, không chỉ "báo oán" những khách vãng lai qua đền xúc phạm "rắn thần", mà ngay cả những người trong xóm 16, thuộc xã Tràng Đà cũng không ít lần mạo phạm bị "thần rắn" hành cho khổ sở. Còn rất nhiều những lời đồn rợn người liên quan đến loài rắn ở núi Cấm này.
Lời đồn kinh dị nhất là cái chết của người đã tóm được con rắn lạ có đầu đỏ, đuôi đỏ ở núi Cấm, liền cho vào bao xách ra chợ bán, con rắn ông chuyển màu đỏ lòm như máu từ đầu đến đuôi, đôi mắt như hòn than tóe lửa và cái mào mọc lên đỏ lòm như mào gà chọi. Mọi người đều tin con rắn đã hóa "thần xà". Chuyện khác về một người đã bắt mọt con rắn lạ ở đền Cấm, to bằng cổ tay, treo lên dây thép phơi quần áo ở ngoài sân, để hôm sau làm thịt mời bạn bè trong xóm đến nhậu, khi mở túi vải, thì điều kinh dị: Con rắn không thấy đâu, mà chỉ có con lươn đen sì, to bằng cổ tay.
Ngôi đền Cấm thờ rắn ở xã Tràng Đà, Tuyên Quang, có vô số lời đồn kinh dị liên quan đến loài rắn lạ. Vì là đền thờ rắn, nên tượng rắn khổng lồ được trang trí khắp nơi. Cùng với tượng rắn ở "hòn giả sơn" trước đền, thì những tượng rắn trong chánh điện cũng thực sự kiến những người đến đền lần đầu phải dựng tóc gáy. Trên xà chánh điện, có tới bốn con rắn khâu bằng vải, màu xanh đỏ lòe loẹt, bạnh mang, có mào đỏ chót, há miệng nhe nanh nhìn xuống trông phát khiếp. Hai cặp rắn trong đền được mô phỏng là loài hổ mang, có mào, chứ không phải rắn đỏ ở đền.
Từ khi xuất hiện ngôi miếu nhỏ, thì rắn ở khắp nơi tìm về quả núi này. Rất nhiều loài rắn mò về ngôi miếu trú ngụ, gồm hổ mang bành, hổ chúa, hổ đất rồi những loài rắn lạ như rắn đỏ, rắn trắng, rắn sọc, rắn xanh, rồi rắn có mào đỏ chót như mào gà. Từ loài rắn nhỏ, chỉ to bằng cái đũa, đến những con rắn to bằng cái phích ngổm ngổm bò dưới đất, vắt vẻo treo trên cây đều xuất hiện ở núi Cấm, phổ biến nhất ở núi Cấm là rắn có đầu, đuôi và sống lưng màu đỏ và loài rắn có thân hình trong suốt, nhìn rõ xương sống nhưng không phải là loài trăn đá đúng là có đầu, đuôi đỏ, chuyên ăn chuột, nhưng loài rắn đầu đỏ ở đây lại không ăn chuột bao giờ và có nhiều điểm khác biệt hoàn toàn với trăn đá, đặc biệt là cái mõm không giống nhau
Nhìn chung, ngươi dân xã Tràng Đà, thành phố Tuyên Quang đã phong một loài rắn lạ thường xuyên xuất hiện tại địa phương là "rắn thần". Tuy nhiên, các nhà khoa học lại khẳng định đây chỉ là một loài rắn nước vô hại có tên là rắn sọc khoanh. Đó là một loài rắn có đầu và đuôi đỏ chót, hay xuất hiện quanh đền Cấm. Người dân cho rằng đây là một ngôi đền rất thiêng, và những con rắn đỏ, còn gọi là "ngựa ngài", chính là phương tiện đi lại của các bậc thần linh ở nơi đây. Xung quanh những con rắn này đã xuất hiện nhiều câu chuyện mang đậm màu sắc huyền bí, kì dị mà không một ai có thể kiểm chứng.
Điều này khiến chẳng ai dám "mạo phạm" vào loài "rắn thần". Tuy nhiên, danh tính thật sự của "rắn thần" đã được công bố, nó chỉ là một loài rắn nước vô hại có tên là rắn sọc khoanh, sinh sống tại nhiều địa phương trải dài từ miền núi phía Bắc cho đến khu vực Bắc Trung Bộ. Do có hoa văn giống trăn nên chúng còn được gọi bằng nhiều tên khác như trăn lèn, trăn đá, trăn lạt. tùy theo từng địa phương. Trái ngược với những tin đồn đáng sợ, "rắn thần" thực sự là một loài rắn không có nọc độc và rất hiền lành đối với con người. Việc "thần thánh hóa" rắn sọc khoanh dường như lại là điều tích cực, vì nó bảo vệ cho loài rắn này không bị con người xâm hại.

### Lạng Sơn
Tục thờ rắn và tín ngưỡng thờ thần sông của người Xứ Lạng thì rắn là vật linh được thờ với ý nghĩa là biểu tượng của vị thần sông nước. Thần sông được thờ dưới nhiều hình thức khác nhau như thờ cá chép, rồng, rắn, giao long, thuồng luồng nhưng phổ biến nhất vẫn là thờ rắn và người Việt cổ xem rắn như là vật tổ của mình. Đối với Lạng Sơn, tục thờ rắn và tín ngưỡng thờ thần Sông có ở cộng đồng cư dân nông nghiệp sinh sống dọc theo các con sông lớn: sông Kỳ Cùng, sông Bắc Giang. Ở đây, vật linh được thờ đều là rắn.
Đây là loại hình tín ngưỡng rất tiêu biểu, độc đáo và đặc sắc của người Xứ Lạng thể hiện qua các truyền thuyết, di tích và lễ hội liên quan đến tục thờ rắn, ở các địa phương có sông lớn chảy qua, nơi nào cũng có một vài truyền thuyết, di tích, lễ hội nổi tiếng liên quan đến tục thờ rắn: thành phố Lạng Sơn có đền Kỳ Cùng, đền Cửa Đông (đền Bạch Đế), ở huyện Lộc Bình có di tích đình Vằng Khắc (đền Khác Uyên), thần tích xã Vân Mộng, huyện Bình Gia, Tràng Định có lễ hội "phài lừa" Văn Mịch, Nà Lình; huyện Cao Lộc có gia phả họ Đinh ở bản Mòng. Đền Kỳ Cùng Tỉnh Lạng Sơn có một số di tích thờ rắn.
Đền Kỳ Cùng, đền Khác Uyên (đình Vằng Khắc), đền Bạch Đế (đền Cửa Đông), nội dung thờ tự tại di tích thường được chép là thờ thủy thần, hoặc thờ giao long. Sách Sại Nam nhất thống chí chép về đền Kỳ Cùng như sau: ở bên tả sông Kỳ Cùng thuộc xã Vĩnh Trại, châu Thoát Lãng có con giao long thành thần đào hang ở đây, đền rất thiêng. Đền Khác Uyên cũng được nhắc đến tương tự như vậy. Riêng đền Bạch Đế thì được chép là thờ Thủy thần đền Bạch Đế ở phía đông tỉnh thành, thuộc địa phận xã Mai Pha, Châu Ôn, thờ thủy thần.
Trong truyền thuyết, thần tích về các di tích này thì đây đều là những di tích thờ rắn với tư cách là vị thần sông nước. Liên quan đến tục thờ rắn có rất nhiều truyền thuyết, dị bản về nguồn gốc các di tích và lễ hội, nội dung của các truyền thuyết khá thống nhất với môtíp truyện ông Dài, ông Cụt là người dân vùng ven sông đi đánh cá vớt được một quả trứng lạ, cứ vứt xuống sông lại vớt được đúng quả trứng đó. Đến lần thứ ba thì họ đem về nhà cho gà ấp hoặc ủ trong thúng trấu, trứng nở ra rắn, rắn sống với người và được nuôi dưỡng, chăm sóc như con, trong nhiều tình huống khác nhau (theo người đi kiếm ăn, bị nghi kỵ là ác thú vì hình dáng khác thường), rắn bị chém cụt đuôi nên có tên là Cộc, Cụt.
Sau đó rắn trở thành vị thần cai quản khúc sông và được nhân dân lập đền, miếu thờ. Mang ơn người nuôi dưỡng, mỗi khi nước lên cao, rắn lại hiện lên cứu giúp theo tiếng gọi của dân làng. Rắn trở thành vị thần bảo hộ cho xóm làng, được thờ cúng như vị thành hoàng của làng. Hằng năm dân làng mở hội tế lễ, cầu cúng, tổ chức đua thuyền, đua bè mảng. Tuy nhiên, các truyền thuyết này cũng mang đậm màu sắc địa phương với nhiều tình tiết khác nhau. Trong đó hình ảnh con sông Kỳ Cùng, cuộc sống của cư dân miền sông nước Xứ Lạng với những phong tục tập quán đặc thù hiện lên rất rõ nét.
Rắn là vị thần sông thường được nhân dân Lạng Sơn thờ cúng trong các ngôi đền, miếu được dựng lên ở nơi có địa thế đẹp, phong cảnh hữu tình sát bờ sông, thường có mặt hướng ra sông. Cũng như nhiều nơi, tục thờ rắn, thờ thần sông luôn gắn liền với hội đua thuyền, bơi chải, hội rước nước. Ở Lạng Sơn, tính địa phương của lễ hội thể hiện ở lễ hội đua bè mảng, thường được gọi theo tiếng Tày "phài lừa". Đây là loại hình lễ hội rất đặc sắc của người Lạng Sơn. Trong các lễ hội này, tín ngưỡng thờ rắn thể hiện rõ nét nhất là ở nghi thức cúng lễ hoặc trò diễn dân gian. Hội đình Vằng Khắc có nghi thức bơi thuyền là trò diễn tái hiện (tưởng nhớ) cảnh rắn thần đánh nhau với thủy quái để cứu giúp dân làng.
Thông qua hình ảnh lực lượng đua thuyền, trò lật thuyền giữa sông, trò chơi có ý nghĩa biểu dương sức mạnh vô song, oai hùng của thần rắn, diễn tả cuộc chiến cam go quyết liệt của rắn thần để diệt trừ thủy quái, đem lại sự bình an cho sông nước, cho dân làng. Có thể thấy, tục thờ rắn gắn với tín ngưỡng thờ thần sông của Lạng Sơn vừa mang những nét chung của tín ngưỡng thờ thủy thần của Việt Nam, vừa mang những nét đặc trưng riêng của vùng sông nước của miền núi Lạng Sơn, đây lại là loại hình tín ngưỡng rất độc đáo, chứa đựng những giá trị văn hoá truyền thống đặc sắc, những giá trị văn hoá của đồng bào các dân tộc tỉnh Lạng Sơn.

### Sơn La
Người dân vùng Tây Bắc truyền tai nhau câu chuyện mang đầy màu sắc thần bí về một con rắn hổ chúa dài tới hơn 4m, đen sì bỗng dưng tìm đến ở tại nhà dân ở xã Tông Lạnh, huyện Thuận Châu, Sơn La do hoảng sơ, gia chủ đã lập miếu cho rắn ở và ngày chăm bẵm, phụng thờ hết sức tôn nghiêm, thành kính. Nhiều người từ rất nhiều nơi tìm về Tông Lạnh mong được "diện kiến bà chúa rắn" để thỏa chí tò mò và xì xụp hương khói mong bà phù hộ. Sự mê muội, hiếu kỳ của cả ngàn người ấy không những khiến đời sống của người dân ở xã miền núi này xáo động, miếu nơi "bà chúa" đang "ngự" nằm ngay trong sân nhà. Người dân tự đặt bát nhang, hương hoa la liệt, khói hương nghi ngút cả một góc sân.
Nhân chứng kể lại con rắn hổ mang to cỡ cổ chân người, nặng 4,2 kg xuất hiện tại nhà nhưng không gây hại, sau khi được thả, thì đúng một năm sau nó lại xuất hiện Mọi người cho rằn nó là rắn thiêng, "rắn thần". So với thời gian trước đó, con rắn này nặng hơn gần 1 kg (5 kg) và dài hơn 4m. Đầu có hình chữ thập màu vàng, thân đen, cách 7 cm lại có một vòng nhỏ màu trắng. Gia đình liên xây miếu cho mãng xà trú chân, ai cũng tôn kính gọi ngài là "bà rắn" hay "bà chúa rắn". Tuy vậy nhiều người dân địa phương cũng biết đó là một con rắn chúa bình thường, chính quyền cũng khẳng định, đó chỉ là một con rắn bình thường, không có chuyện gì to tát, thần bí như nhiều người đồn thổi, người dân nghe theo những ma mị nên mới hiếu kỳ kéo đến xem.

### Thái Nguyên
Ở Thái Nguyên có câu chuyện thần bí về "Hang máng lợn" có nhiều rắn nên không ai dám vào và chuyện về bầy rắn trong kho tiền "Hang máng lợn" nằm ở xã Trung Lương, huyện Định Hóa. Trước đây hang chính là nơi cất giấu của Kho bạc Nhà nước. Người dân cho rằng có bầy rắn ngự luôn canh giữ kho tiền Kể từ khi kho bạc được rời đi, người dân nơi đây đã vào bên trong để khám phá những điều mà họ vẫn cho là rất bí hiểm của nơi cất giữ tiền. Có câu chuyện về ái chết bí ẩn của 5 mẹ con đã chết trong hang nhưng chắc chắn là không phải do rắn cắn. Còn chuyện những nơi có người chết, theo tâm linh của người dân thì đó thường là nơi thiêng liêng, ở trong hang có nhiều rắn vì đó là khu rừng rậm rạp, có nước nên thường ẩm ướt là nơi cư trú của nhiều loài rắn, có cả những loại rắn độc. Chính vì thế mà ít người dám vào trong hang.

### Quảng Ninh
Ở Quảng Ninh có ngôi miếu thờ Thần Rắn gắn với các truyền thuyết. Tại Hoành Bồ, với người dân Hoành Bồ, rắn không phải là một loài vật thông thường. Rắn đã có trong truyền thuyết và nhẹ nhàng đi vào mọi ngõ ngách đời sống của người dân. Thậm chí người Hoành Bồ còn lập ba ngôi miếu thờ loài vật linh thiêng này. Nơi sơn thủy hữu tình, ngôi miếu nhỏ tựa lưng vào núi, mặt quay ra con suối nước chảy rì rào. Bóng cây si già ngả xuống mặt hồ yên ả. Gọi là ngôi miếu nhưng thực chất nơi thờ cúng ông rắn lại là một cái hang nhỏ.
Trong hang, hương vẫn nghi ngút. Đây không phải miếu thờ ba ông rắn. Chính xác đây là miếu ông Cộc, một trong ba ông rắn được người dân tôn lập đền thờ. Vì có công giúp nhiều người dân trong vùng nên được sắc phong Đệ Nhị Long Vương Thượng Đẳng Thần. Và Vị thần núi Mằn, cha đẻ của ba ông Rắn, nguồn cơn của những câu chuyện liêu trai, kì bí. Sở dĩ có ngôi miếu này là bởi ẩn chứa sau nó là một truyền thuyết về mối tình của người con gái đẹp nhất Hoành Bồ với vị thần của núi Mằn.
Miếu ông Dài là một trong 3 vị Thần Rắn ở Hoành Bồ và gắn với truyền thuyết người gái họ Hoàng ướm phải đã mang thai bọc trứng nở ra ba con rắn khổng lồ nhìn rất hung dữ, ba ông Rắn thiêng được người dân lập đền thờ chính là 3 vị Thủy thần. Cách miếu ông Cộc, miếu ông Dài cũng nằm ngay cạnh dòng sông xã Thống Nhất. Ông Dài được phân chia cai quản một đoạn sông dài, mênh mông sóng nước. Sự tích miếu ông Cộc, ông Loang, ông Dài cũng giải thích một quy luật tự nhiên của dòng sông ngầm, xuyên qua các dãy núi, giải thích về quy luật dòng sông chảy ngược, quy luật về dòng thủy lưu.

### Bắc Giang
Ở Bắc Giang có tin đồn về việc rắn thần xuất hiện tại thôn Tân Sơn, xã Tân Dĩnh, huyện Lạng Giang khiến người dân ở đây xáo trộn cuộc sống. Một con rắn màu vàng xuất hiện, dâng làng lập bàn thờ. Khoảng 10 ngày sau, con rắn chết, họ còn dành hẳn một khu để thờ cúng. Nhiều người khẳng định đây là con rắn nước. Vì quá mê tín, một số người ở huyện Tân Sơn đã tự tôn con rắn lạ thành "thần" và kéo theo hàng loạt xáo trộn, thậm chí là mất trật tự trị an ở địa phương. Nhiều người vượt 50–70 km tới để tận mắt xem rắn thần. Rất nhiều người dân và khách thập phương nghe tin đồn đến xem rắn đều khẳng định đó là rắn nước, không có gì đặc biệt nhưng con rắn chết được thờ cúng như "thần thánh".
Về sắc vàng của rắn thần, hiện nay tại Thảo Cầm Viên Sài Gòn còn nuôi cá thể trăn đột biến có màu sắc vàng:

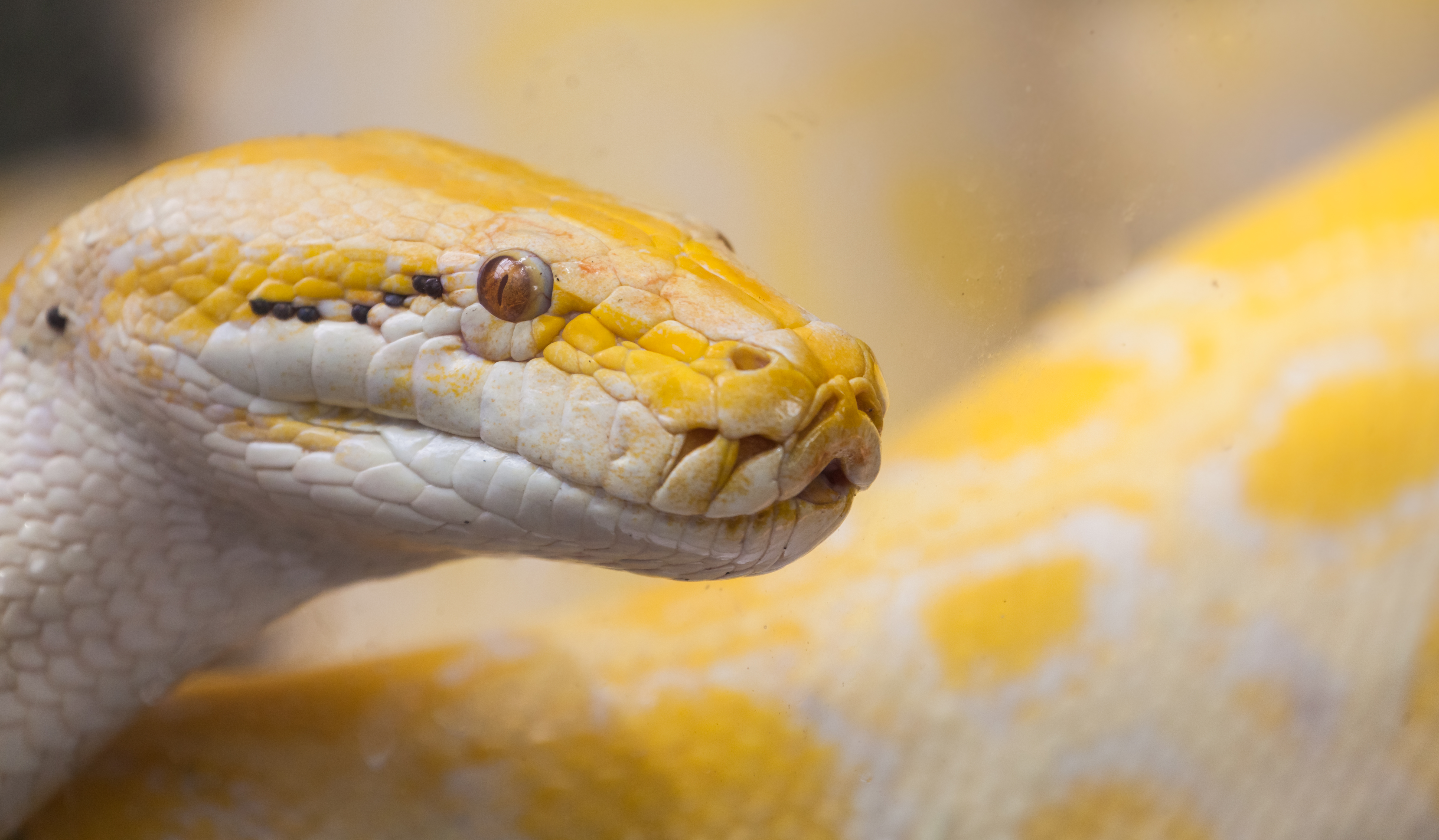
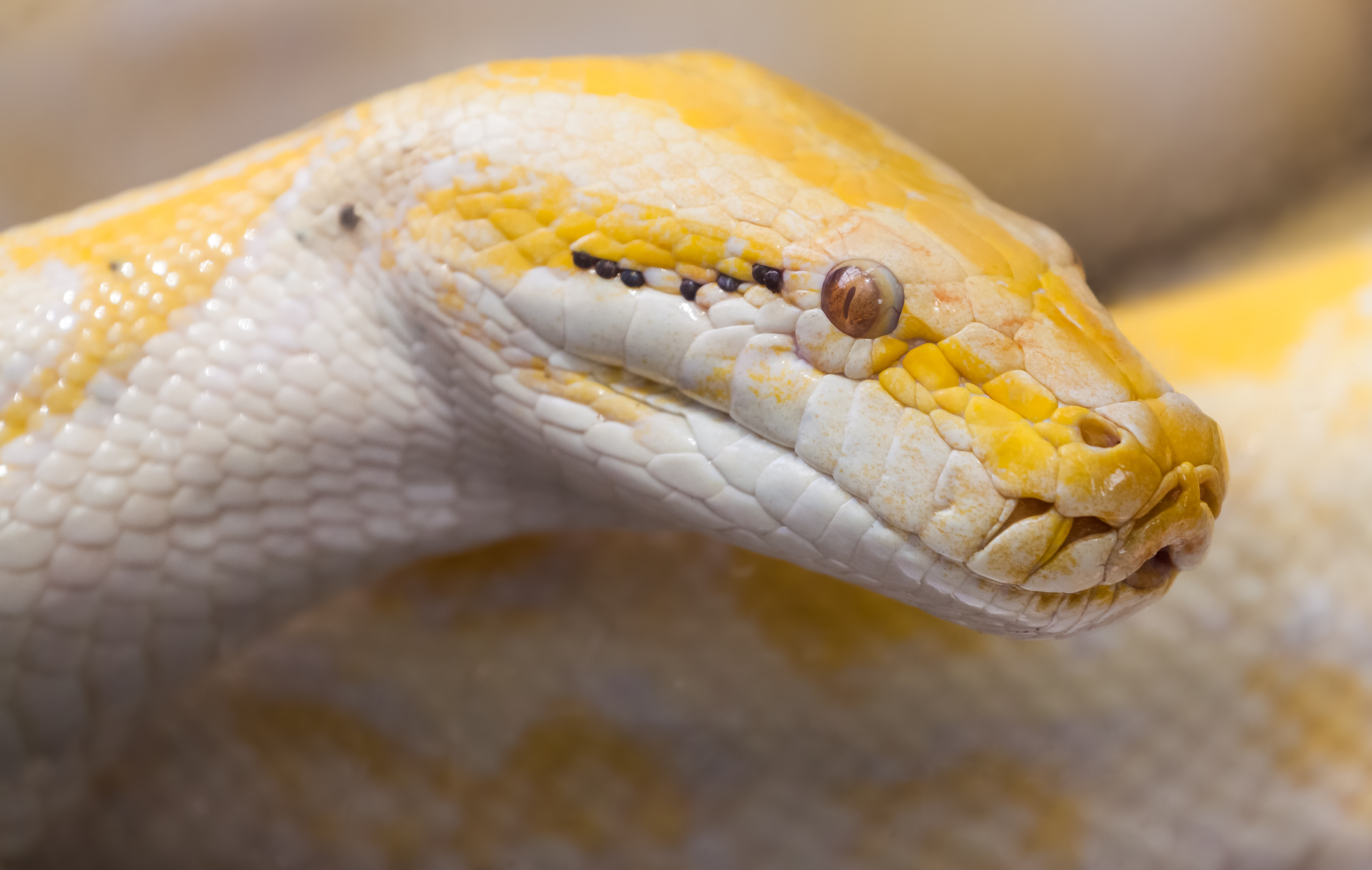
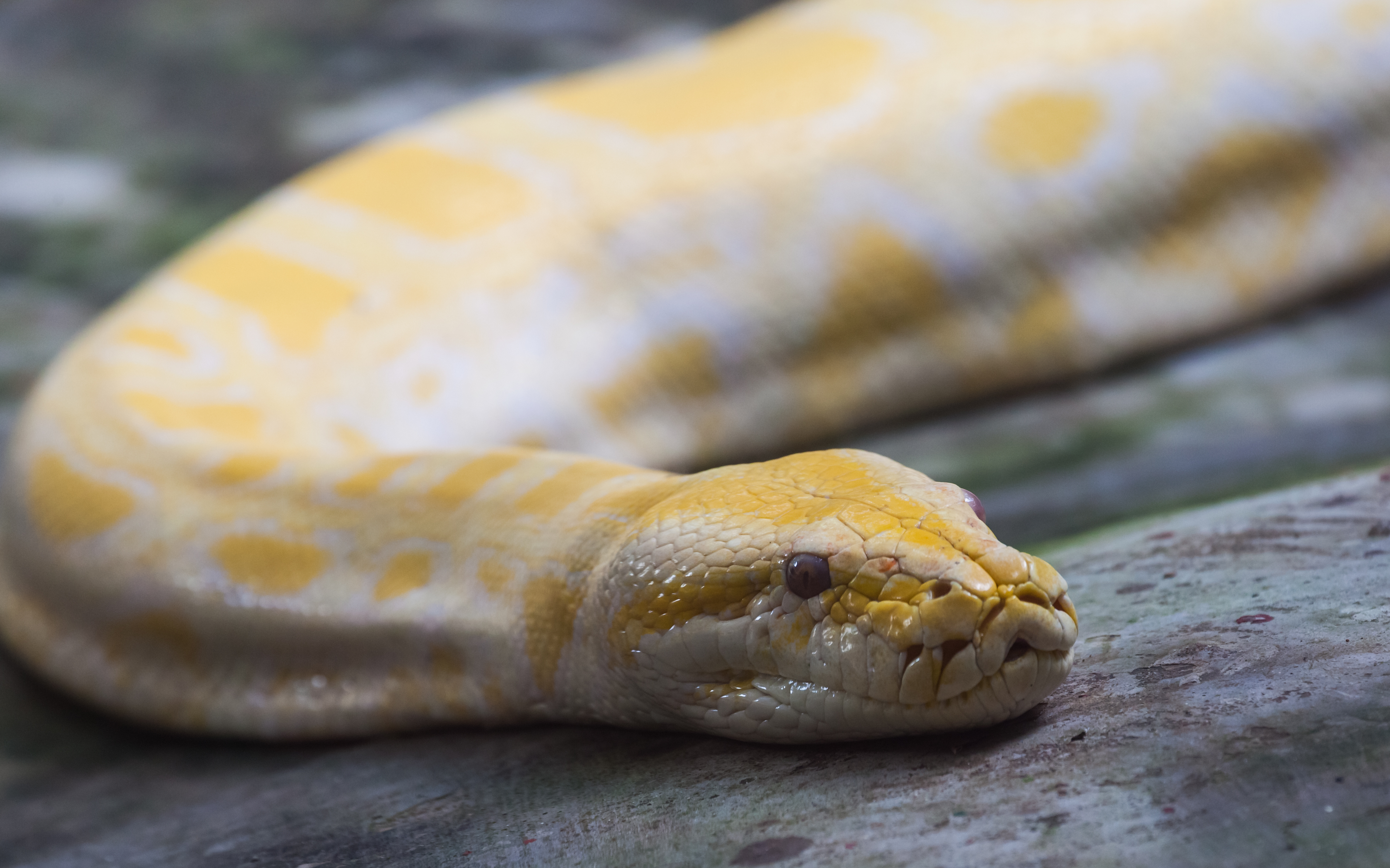
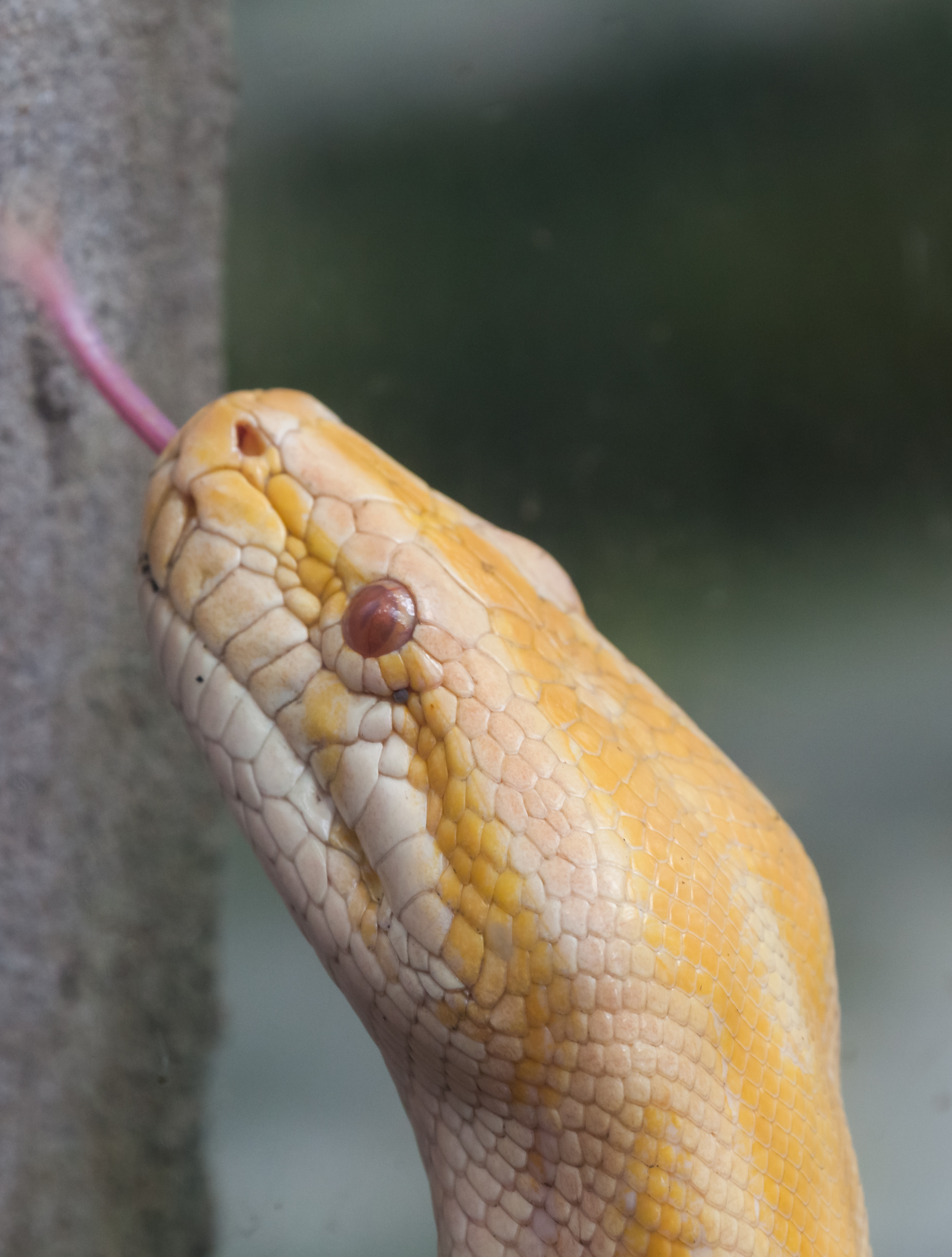

### Bắc Ninh
Người dân khắp nơi kéo đến ngôi đền thờ Thái sư Lê Văn Thịnh ở Bắc Ninh để chiêm bái pho tượng đá tạc hình rắn khổng lồ trong miếu Xà Thần, bảo vật quốc gia này không phải rồng mà là rắn. Đây là pho tượng rồng độc đáo, hình dáng tượng nửa mình rắn, nửa mang tư thế và móng vuốt như rồng, bức tượng này được ghi song song hai tên: rồng đá và xà thần, có quan điểm tượng mô tả một con rắn. Điều này cũng tương đồng với một số ý kiến cho rằng tại đền thờ một vị quan thì không thể có rồng, nó là rắn thần, là xà thần thời Lý, có hình dáng là rắn rất rõ nét.

### Hà Nội

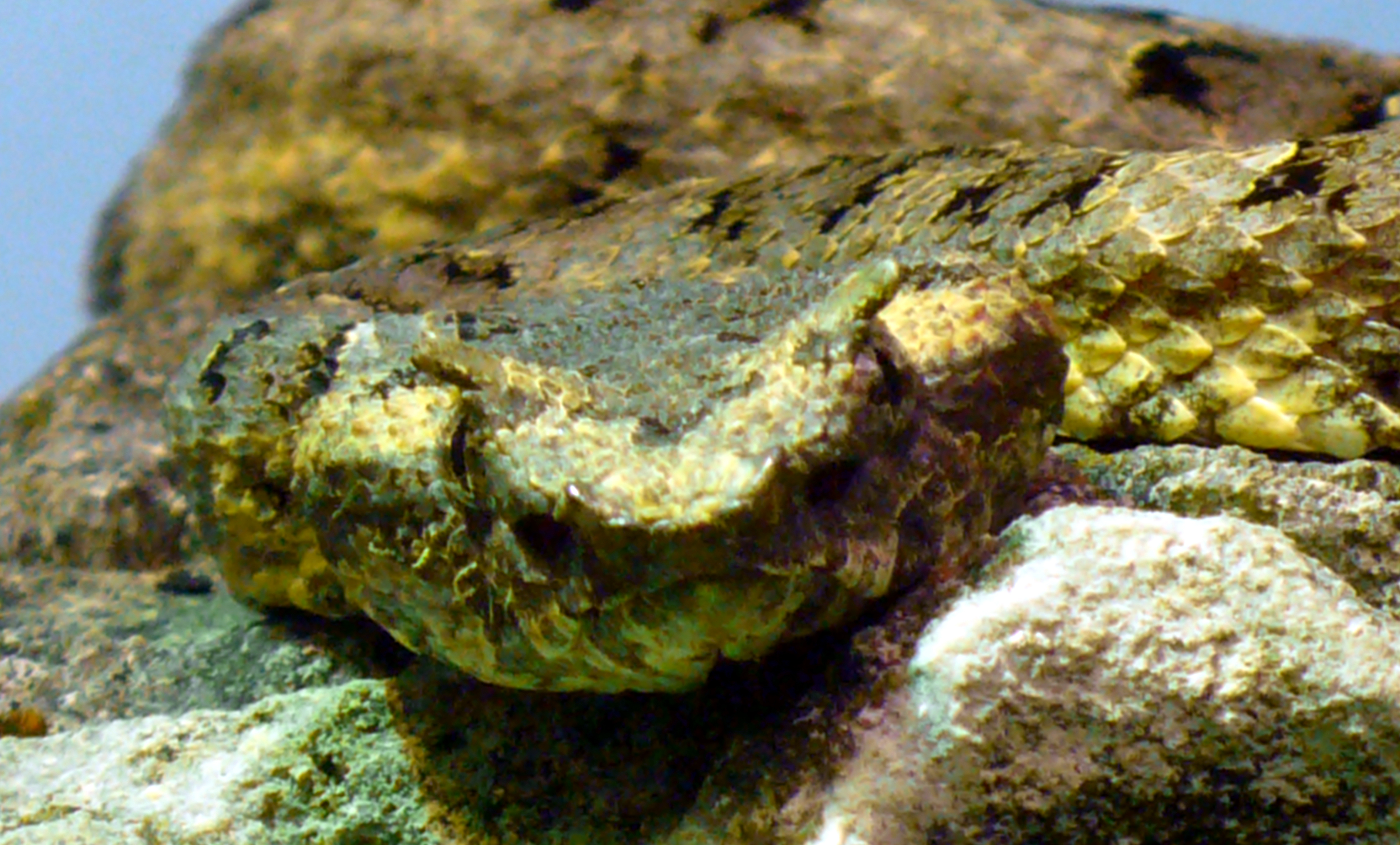
Rắn lục sừng Phan xin phan là loài rắn duy nhất ở Việt Nam cho đến nay có sừng trên đầu

Ở làng Kính Nỗ, xã Uy Nỗ huyện Đông Anh, Hà Nội, người dân còn xây một ngôi miếu thờ Rắn Thần có mào. Người dân nơi đây đều sợ hãi, cung kính thờ Thần Rắn rất trang trọng. Do người làng Kính Nỗ bắt được con rắn màu xám to bằng bắp tay, trên đầu có cái mào đỏ chót như mào gà, khâu miệng rắn lại rồi đem ra chợ bán, nhưng thợ rắn chẳng dám mua. Nhìn cái mào đỏ chót trên đầu, họ đều bỏ chạy, theo họ, rắn có mào là rắn đã thành tinh, rất linh thiêng, nên không dám mua.
Người dân đã xây miếu thờ Rắn Thần ở ngay gốc cây đa Trong miếu thờ Rắn Thần có mào ở Đông Anh luôn có trứng gà. Hàng ngày nhân dân thờ cúng, đặt trứng gà, món ăn yêu thích của Thần Rắn vào trong miếu. Hiện ở Việt Nam, có một loài rắn duy nhất có sừng đó là rắn lục sừng Fansipan (Trimeresurus cornutus) thuộc họ Viperidae. Tuy nhiên, chiếc sừng của nó không phải nhú từ trong đầu ra mà hình thành từ lớp vẩy dầy trên hai mí mắt của chúng. Ngoài ra dân làng Vạn Phúc, huyện Hà Đông, Hà Nội xôn xao tin đồn "thần xà" nhập vào người dân, họ tin vào chuyện "nhập thần" tới mức tổ chức cúng trứng sống, bê con rất linh đình.

### Nam Định
Còn có sự kiện cặp vợ chồng rắn thần xuất hiện ở Nam Định. Gia đình một người ở xóm Phố, xã Trung Thành, huyện Vụ Bản thấy đôi rắn ở cây đa. Sự việc thu hút rất đông người dân đến khấn vái, tạ lễ. Họ còn tự xưng hai con rắn lạ này là "vợ chồng", cứ mỗi buổi trưa, hai con rắn lạ trên lại lên ngọn cây đa cổ thụ trong ngôi miếu thờ Đức Khổng Tử để hóng mát. Nam Định còn có câu chuyện Bạch xà xuất hiện trên ngai vua Trần. "Ông rắn" dài khoảng 1,8m, màu trắng, đường kính chỗ to nhất khoảng 3 cm, thân màu trắng, có một vạch màu sẫm xanh và sọc màu nâu mờ chạy dọc cơ thể, trên đầu có mào màu xanh đỏ.
Rất nhiều người đã chụp được ảnh rắn trắng. Từ khi có tin "thần Bạch xà" xuất hiện, ngôi đền vốn đã có tiếng linh thiêng lại càng thu hút nhiều du khách đổ về với sự tò mò và tấm lòng thành kính. Ngày "ông rắn" xuất hiện chính là ngày diễn ra chợ Viềng hàng năm. Thấy chuyện lạ, người dân đến lễ càng đông, ai cũng kính cẩn dâng hương. Rắn trắng xuất hiện và chỉ bò xung quanh bốn ngai thờ của bốn vị vua đầu tiên của triều Trần nhưng chủ yếu là ngự trên ngai của Trần Nhân Tông.
Hiện tượng rắn trắng xuất hiện tại đền Trần là một điều hi hữu, gây xôn xao dư luận trong suốt nhiều năm. Nhiều người cho rằng, rắn trắng cũng chỉ là do bị biến đổi gen. Rắn trắng xuất hiện ở đền Trần cũng chỉ là hiện tượng ngẫu nhiên, do xung quanh đền có nhiều rắn. Những năm gần đây đền xây dựng nhiều hạng mục, nên rắn không có chỗ ở, chúng có thể chui vào sống trong đền Trần. Rắn trắng xuất hiện trên ngai vua Trần có thể là sự tình cờ

## Miền Trung

### Thanh Hóa

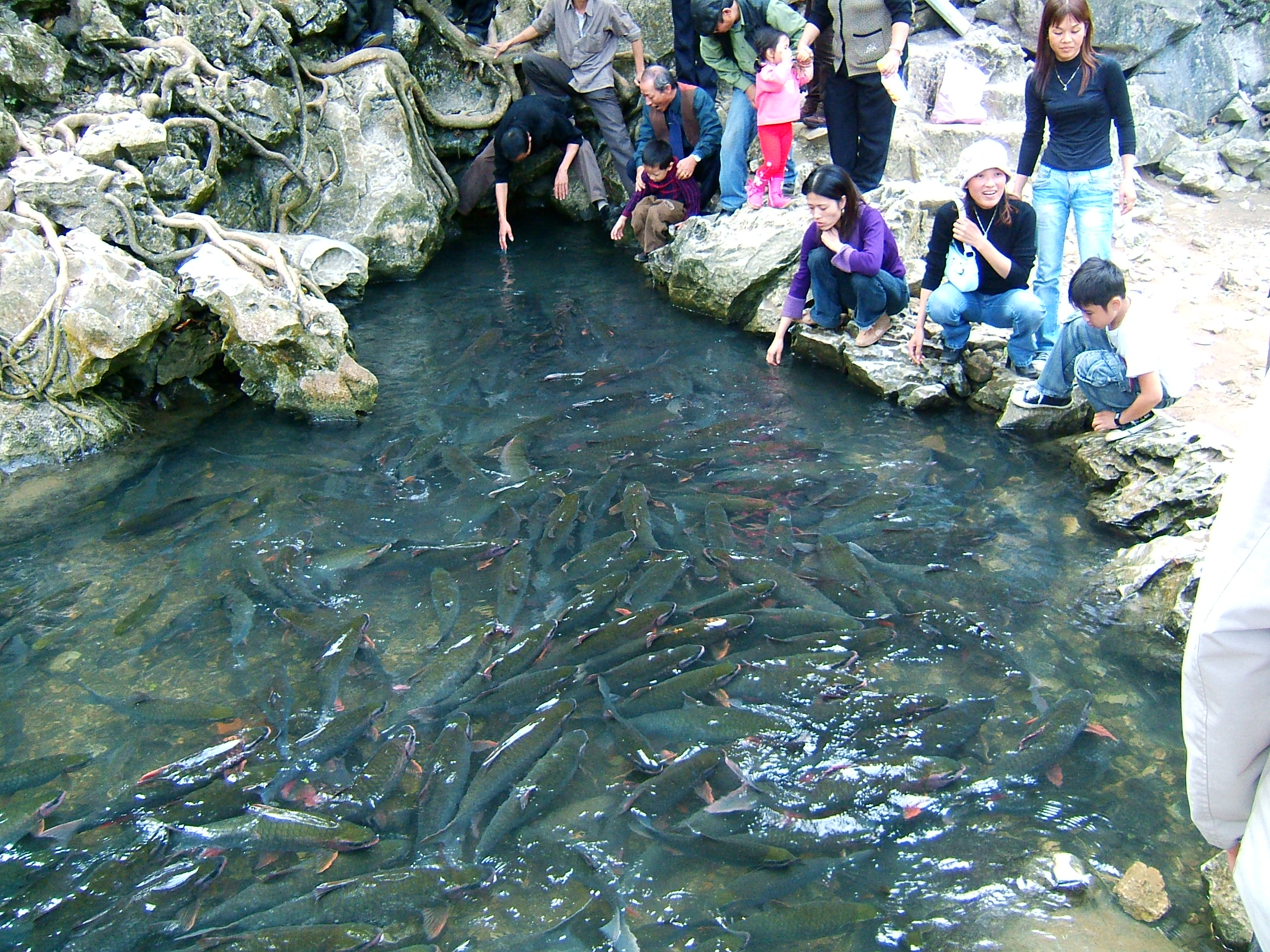
Suối cá tại Cẩm Lương, nơi đây có miếu thờ Thần Rắn (Ngao Vương)

Ngôi đền thờ thần rắn được biết đến hiện nay ở thôn Lương Ngọc, xã Cẩm Lương, huyện Cẩm Thủy. Tại đây có một dòng suối rất nhiều cá. Tương truyền, cá ở đây do một thần rắn bảo hộ, che chở. Người dân tin rằng, ai làm hại tới những con cá sống ở đây thì sẽ chuốc lấy những hậu quả khôn lường. Suối cá thần Thanh Hóa gắn với sự tích thần rắn là những vị thần được dân lập miếu thờ bên bờ suối. Về sự tích thần rắn, người trong thôn kể rằng đã xưa lắm, cứ vào tiết thanh minh các "ông rắn" cỡ bằng ngón tay lại bò ra nhiều đến hàng nghìn hàng vạn. Thi thoảng còn xuất hiện đôi rắn trắng đen bơi qua bơi lại trên mặt suối. Người dân tin rằng thần rắn sẽ phù hộ cuộc sống ấm no, trở thành một phần đời sống tâm linh của người dân nơi này.
Đền thờ Thần Rắn là đền thờ đại tướng Ngao Vương, và suối cá Cẩm Lương và Cẩm Liên (huyện Cẩm Thủy) trong miền đất người Mường hiện nay chính là những vũng cá cấm của người Thái, nơi đàn cá được cả cộng đồng bảo vệ nghiêm ngặt, chỉ cùng nhau đánh bắt một lần trong dịp lễ tết hàng năm. Trước đây, rất nhiều dòng tộc lớn của người Thái đã cai quản các vùng đất này và tạo nên các vũng cá cấm (một phong tục lâu đời của người Thái). Cơ sở để đặt nghi vấn này chính là từ đền thờ thần rắn, loài linh vật thiêng liêng của người Thái vốn tự coi mình là Ngu Hống (thuồng luồng, rắn hổ mang có mào đỏ)
Người dân ở đây vẫn truyền miệng về nguồn gốc của loài cá thần bắt đầu từ một truyền tích về thần rắn, về một người vợ vô tình xúc được một quả trứng lạ mang về cho gà ấp thử, trứng nở được một con rắn, hai vợ nuôi rắn. Từ khi có rắn trong nhà, ruộng đồng có đủ nước cấy cày, cảnh hạn hán kéo dài trong vùng không còn. Rắn sống với gia đình và bản làng người Mường trong cảnh thanh bình, no ấm. Nhưng một đêm trời mưa to, sấm chớ, sáng ra dân làng thấy xác Rắn nằm chết dạt vào chân núi Trường Sinh, dân làng chôn ngay dưới chân núi và lập đền thờ ngay trên mộ vì chính Rắn đã đánh nhau với thủy quái về phá hoại bản làng và được Thượng đế phong thần hiệu Tứ phủ Long Vương.

### Nghệ An
Có chuyện kỳ bí trong vùng còn xuất hiện không ít đồn thổi về "thần rắn" cụt đuôi giúp Nam Thôn được bình yên, an cư lạc nghiệp. Cho đến nay, ở làng Nam Thôn, xã Công Thành, huyện Yên Thành, Nghệ An vẫn lưu truyền tập tục kì lạ mang tên Cầu đảo hàng năm nhằm "mượn" nước trời. Đây là nơi có nhiều huyền tích lạ quanh tục Cầu đảo và "thần rắn", mỗi khi "thần rắn" xuất hiện là thời điểm ấy mùa màng thuận lợi "Thần rắn cụt đuôi" án ngữ cửa đền và dân gian quanh vùng luôn truyền tụng câu chuyện kỳ lạ về "thần rắn" quẩn quanh trên đền Hạ. Trước đây có người đi chăn bò thấy dấu của con rắn nằm như một đôi trai gái làm tình ngay giữa đền", phát hiện ra một con rắn to, đuôi bị cụt, nặng không dưới 30 kg. Trên đầu nó màu đen có hình chữ thọ, miệng nó lại không có lưỡi.
Bà cứ nghĩ con rắn như linh hồn của thần linh hiện về nên bà Thường đã làm lễ cúng tế. Và chuyện rắn "khủng" xuất hiện ở đền Hạ đã nhanh chóng lan ra khắp vùng chỉ sau chưa đầy một ngày. Nghe kể, từ sau khi biết có chuyện "thần rắn" về làng, số lượng người đến cúng tế ở đền ngày càng đông. Người ta truyền tai nhau rằng đền thiêng là nhờ "rắn thần" linh ứng xuất hiện, mỗi khi có "cụ rắn" xuất hiện là bà con nơi đây làm ăn được mùa.Nếu nhìn nhận "rắn thần" ở đền Hạ trên khía cạnh tích cực thì đây là một trong những minh chứng sống động cho thấy rắn là một linh vật có vị trí quan trọng trong đời sống tinh thần.

### Hà Tĩnh

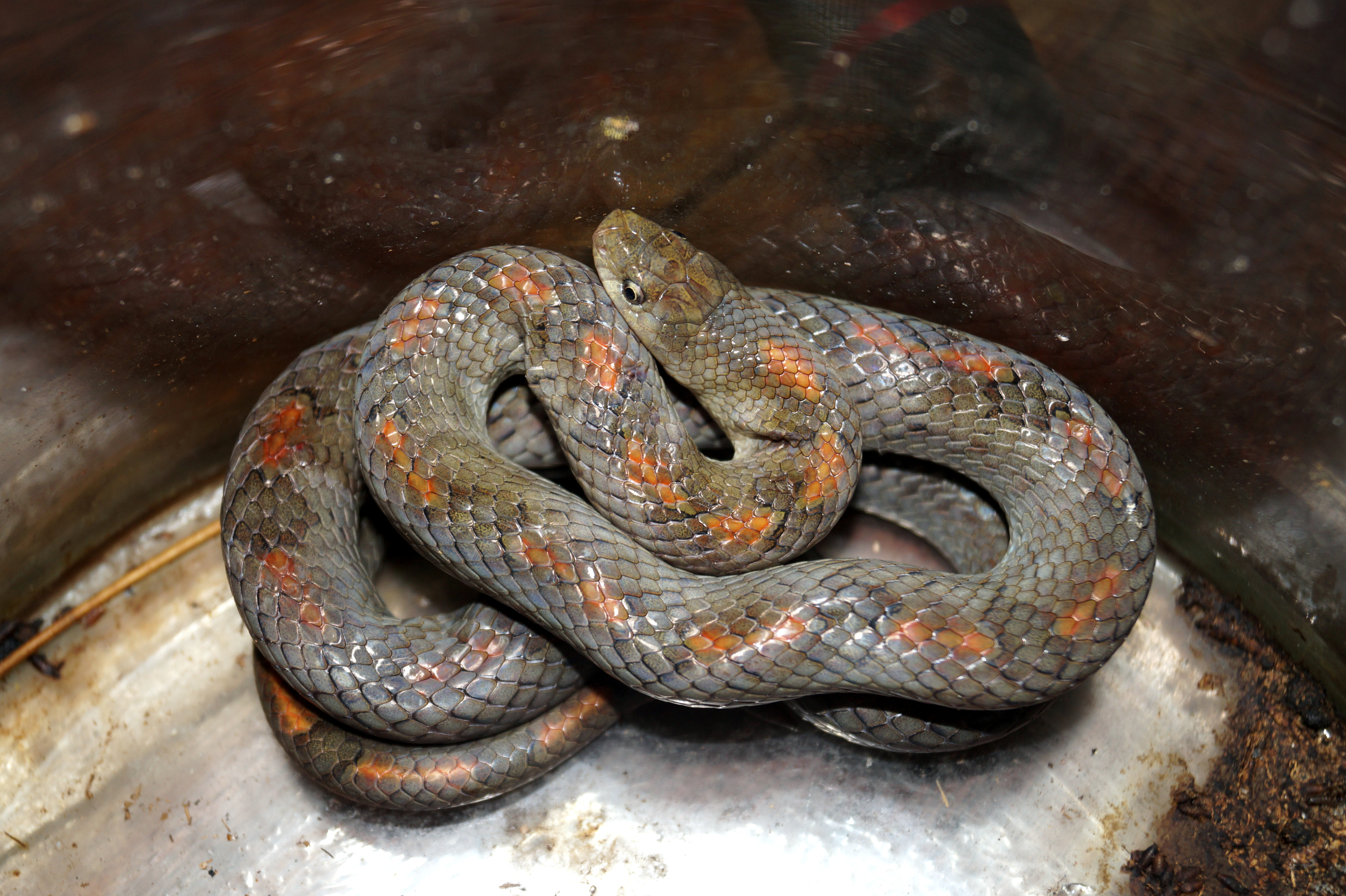
Loài rắn Oligodon cattienensis ở Cát Tiên có màu sắc đa dạng

Một con rắn kỳ lạ ở bãi kho thôn Tân Quang, xã Tùng Lộc, huyện Can Lộc, Hà Tĩnh đã nhanh chóng được người dân "suy tôn" là "xà linh" và được người dân canh phòng bảo vệ nghiêm ngặt, hàng nghìn người dân đã đổ về để xem một con rắn không lưỡi đẻ trứng và biến đổi màu sắc. Một ngôi miếu vừa được dựng nên từ số tiền công đức của khách thập phương khi đến chiêm ngưỡng "xà linh". "Xà linh" khi mang ra sân kho được "ngự" dưới chân thiên đài (một ngôi miếu nhỏ thờ ngoài trời để thờ các vong hồn "không nơi nương tựa").
Đặc biệt, "xà linh" rất hiền, ai đến gần cũng có thể sờ mó hoặc cầm nắm mà không phản ứng gì, "xà linh" có thể biến đổi nhiều màu sắc trong ngày, lúc là màu đen, lúc màu hồng phớt trắng, lúc màu vàng, lúc màu nguyên thủy của rắn nước, dù không có lưỡi nhưng "xà linh" rất nhạy cảm, "xà linh" luôn nằm hoặc quấn quanh con hổ phía Đông dưới chân thiên đài chứ không bao giờ nằm quanh con hổ phía Tây, mỗi ngày lại xuất hiện một con cóc vui chơi cùng "xà linh".
Nhìn chung con rắn trên thuộc loại rắn nước bình thường. Về chuyện con rắn trên không có lưỡi là người dân nhìn nhầm. Chuyện rắn có thể biến đổi nhiều màu sắc trong ngày cũng là chuyện khó tin vì ở Việt Nam rất ít loài rắn có thể biến đổi màu sắc, chỉ chuyển từ thể đậm sang thể nhạt. Rắn là một loài rất hiền, chỉ khi giẫm đạp lên chúng hoặc làm chúng đau thì mới cắn lại người, nếu vuốt ve hoặc thậm chí chơi với chúng như một cách thuần từ thì chúng sẽ để yêng

### Quảng Bình
Tại xã Xuân Hóa, huyện Minh Hóa, Quảng Bình có hang Tổ Mộ, thuộc vùng rừng xã Tân Hóa, xưa kia, đây vốn là nơi giao tranh ác liệt của những thế lực phong kiến cát cứ, một bên là Chiêm Thành, một bên là Vạn Tượng (tên nước Lào cũ), thay nhau chiếm đóng. Mãi cho đến thời chúa Nguyễn thì tình hình mới ổn định trở lại. Tuy nhiên, rất nhiều của cải cướp bóc, những binh khí, đồ gia dụng đã được chôn dấu một cách bí ẩn. Đã có rất nhiều lời đồn thổi về những kho báu cổ được chôn giấu ở mảnh đất này, mà cụ thể hơn là trong những hang động ngầm bí ẩn của đại ngàn Trường Sơn.
Một câu chuyện vào thời điểm 50 năm trước, có thông tin lan truyền về một người đàn ông trong một lần đi rừng tìm thấy một cái hang có rất nhiều đồ đồng cổ, lẫn trong đó là một thanh kiếm lệnh bằng vàng được chạm khắc tinh xảo sau đó mò ra khỏi hang. Tuy nhiên, ra đến cửa hang thấy hai đốm sáng đỏ rực, đó là ánh mắt của một con hổ mang chúa cực lớn đang cuộn tròn ngay trước cửa. Mãnh thú nhấc cái đầu lên nhìn, thở phì phì tiến lại, nạn nhân chắp tai vái, rồi chạy tuốt vào sâu bên trong hang, trả lại tất cả những đồ vật mình đã lấy về chỗ cũ thì lại mò ra cửa hang, nhưng không thấy bóng dáng của con rắn hổ mang chúa. Một thời gian ngắn sau, người sơn tràng này mắc bệnh và chết một cách bí hiểm.
Gần đây, từng có sự kiện có hàng ngàn người đổ về địa phương xem và cầu khấn tại ngôi mộ vô danh ở ven đường vào xã, đoạn thuộc thôn La Hà Tây, Ba Đồn sau khi xuất hiện con rắn mà người dân địa phương cho là linh thiêng. Tin đồn về con rắn này có từ trước tết nhưng chính thức rộ lên làm lượng người hiếu kỳ càng lúc càng đông, người cầu khấn đã "dâng" hơn 150 triệu đồng, câu chuyện hiếu kỳ và cầu khấn là tự phát của người dân tạo ra sự kiện vụ người dân tụ tập đông người, cầu khấn tại ngôi mộ vô danh, người quá khích còn ngăn lực lượng chức năng dỡ rạp che mộ vô danh có con rắn, tình hình còn diễn biến theo chiều hướng phức tạp khi xuất hiện tình trạng "lên đồng" tại mộ, thu hút khá nhiều người.
Sự việc bắt đầu từ việc rộ lên thông tin, tại ngôi mộ vô danh của một phụ nữ ăn xin nằm ven đường vào xã Quảng Văn thuộc địa phận thôn La Hà Tây xuất hiện một con rắn và một số người thêu dệt đó là linh hồn người phụ nữ hiện lên nhập vào rắn nên đến xem, cầu khấn. Sau đó tin lan truyền kéo theo nhiều người ở nhiều địa phương khác cũng đến thắp hương cầu khấn, thông tin về rắn linh xuất hiện trên mộ mệ ăn xin có từ trước tết nhưng chính thức rộ lên ngày mồng 9 tết, nhiều người tụ tập để xem và cầu khấn rắn thần mang lại may mắn. Nhiều người sờ vào con rắn nhưng nó cũng không bò đi, vì quá nhiều người sờ nên mình rắn khô đến nỗi thỉnh thoảng người ta phải đổ nước lên rắn cho ướt.

### Huế
Đình làng Phú Bài, xã Thủy Phù, huyện Hương Thủy, Thừa Thiên Huế cũng lập bài vị thờ ông Dài, ông Cụt. Theo truyền thuyết, đây là hai con rắn, một dài một cụt vốn là con của thần gió từng hiển linh giúp đỡ dân làng, đem lại mưa thuận gió hòa, nên được dân làng tưởng nhớ, tôn xưng là thủy thần. Ở Huế có câu chuyện rắn báo thù và giết đi đứa con trẻ mới đầy 6 tháng tuổi con của người đàn ông chuyên bắt và ăn thịt rắn được người dân làng An Truyền bàn tán xôn xao. Câu chuyện được người dân thêu dệt hết sức li kì, mang đầy tính liêu trai, nhưng đằng sau cái chết con của người ăn thịt rắn vẫn có rất nhiều điều kì bí, không lý giải được.
Câu chuyện này về người hấy cặp rắn to như "thanh xà, bạch xà xuất" hiện trước cổng nhà và bị xua đuổi cả đôi rắn đi, đôi rắn tự nhiên biến mất. Nhưng kể từ ngày đôi "thanh xà, bạch xà" ngự trị chễm chệ trước cổng báo hiệu điềm dữ đến, vào chập choạng tối, lại thấy con rắn học trò xuất hiện. Cứ đến nửa đêm thì nhiều loài rắn khác nhau lại bò về, khi làm lễ cúng cô hồn thì thấy con rắn đen, to bằng cổ chân, dài bằng khoảng 1m, con rắn này lại cụt đuôi nằm khoanh tròn chễm chệ dưới chân tượng Phật. Cứ 3 ngày, rắn cụt đuôi lại ghé nhà một lần. Nhiều sự việc trùng khớp kể từ ngày "xà nhập trạch", Sau khi nhập trạch được 4 tuần, thì vào một đêm tối đó, mọi người không thấy "thần" rắn cụt đuôi, đôi "thanh xà, bạch xà".
Câu chuyện xà nhập trạch xuất hiện cả ba năm nay, bất kể người dân nào trong làng đều biết. Tung tích của ba con rắn "thần" được người dân lí giải hết sức kì bí, có thể các "ngài" đã di chuyển sang các đồi núi lân cận ở các tỉnh Quảng Bình, Quảng Trị, Thanh Hóa. Sự biến mất đầy bí ẩn của ba con rắn khiến gia đình quyết định lập bàn thờ để hàng đêm khấn vái, quỳ lạy van xin tha thứ tội lỗi đã gây ra, còn có chuyện chuyện "có một cặp rắn hổ mang" sau khi bị một người dân trong làng giết chết, con rắn còn lại đêm nào cũng về báo thù, dân làng An Truyền sợ đến nỗi hễ mỗi lần ở trong nhà hay ra đường trên đầu đều phải trết bùn, đội nón vì sợ bị rắn cắn trúng đầu.

### Bình Định
Bình Định là vùng đất thuộc Vương quốc Champa cổ xưa, cư dân ở đây do ảnh hưởng của Ấn Độ giáo cũng có tục thờ rắn Naga. Trong số di tích kiến trúc tháp cổ Chăm-pa còn lại trên đất Bình Định, tại Dương Long thuộc xã Tây Bình, huyện Tây Sơn là cụm tháp chịu ảnh hưởng nghệ thuật Khơme rõ nét, đó chính là hình tượng rắn Naga. Rắn Naga ở tháp Dương Long được chạm khắc chi li, cầu kỳ, đa dạng, trang trí khá đậm đặc từ xung quanh chân tháp lên đến các cửa giả, cửa chính, các ô khám và viền xung quanh. Hình tượng rắn Naga trang trí nhiều ở tháp Dương Long đã nói lên quá trình giao lưu và tiếp biến văn hóa giữa người Chăm, người Ấn Độ và người Khơme.
Hinh ảnh rắn thần Naga trong kiến trúc Champa cổ còn được lưu giữ lại

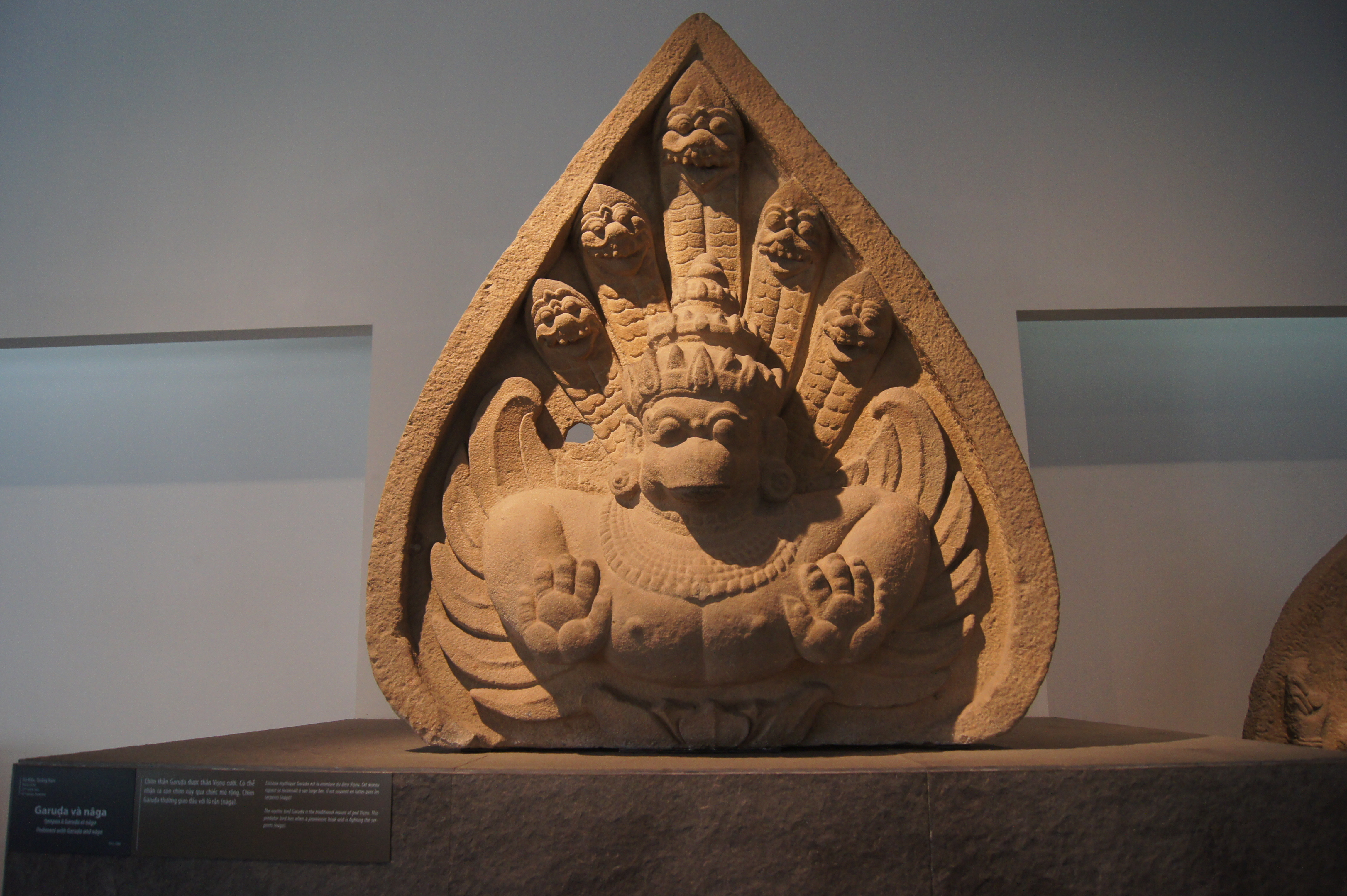
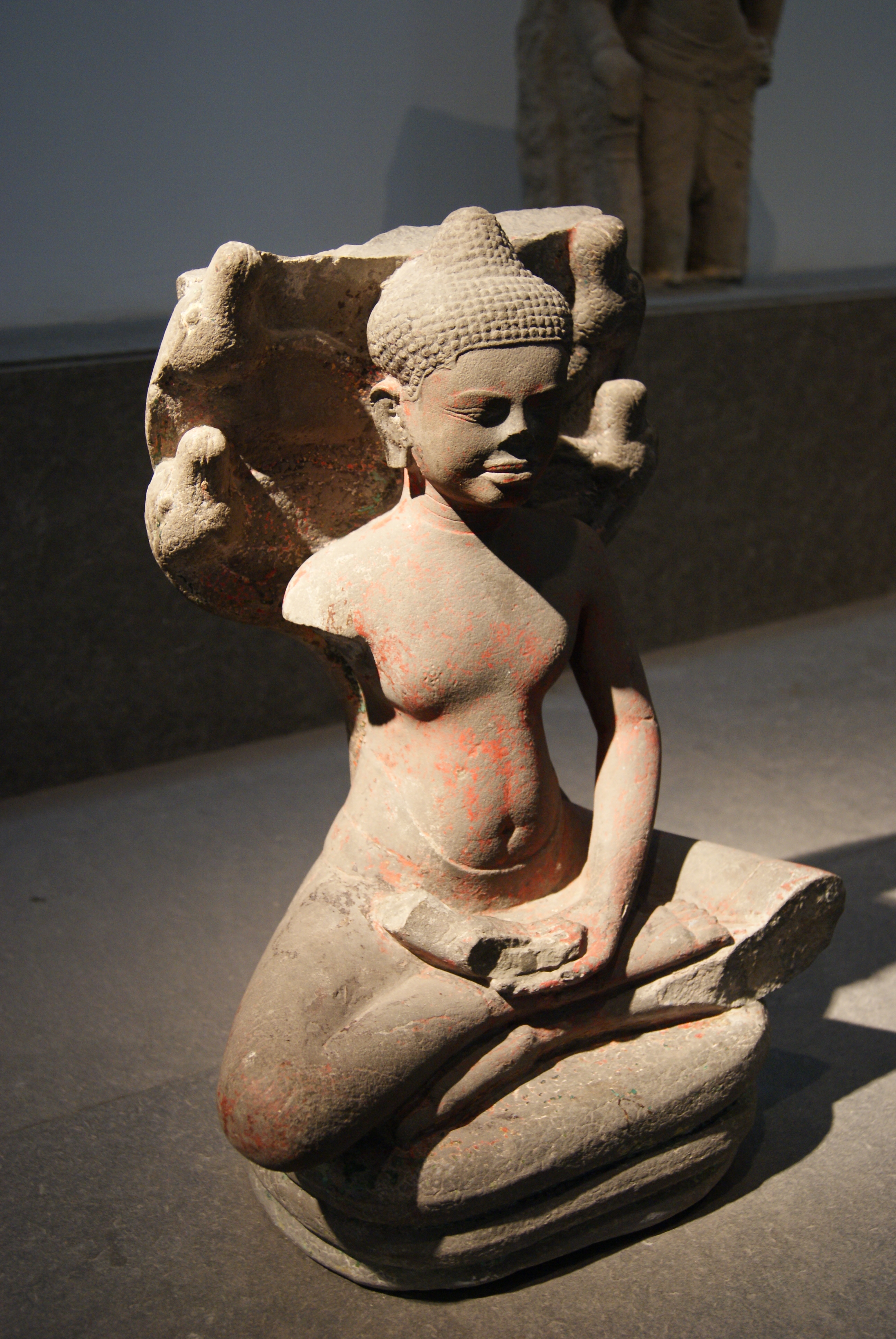
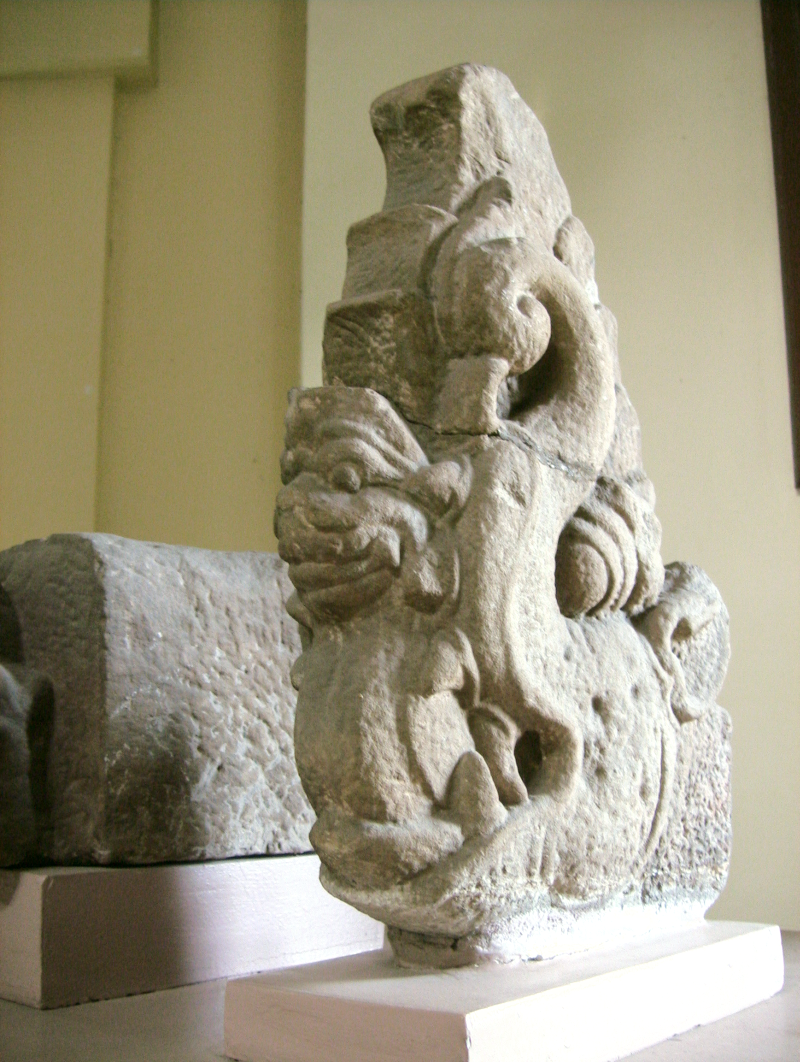
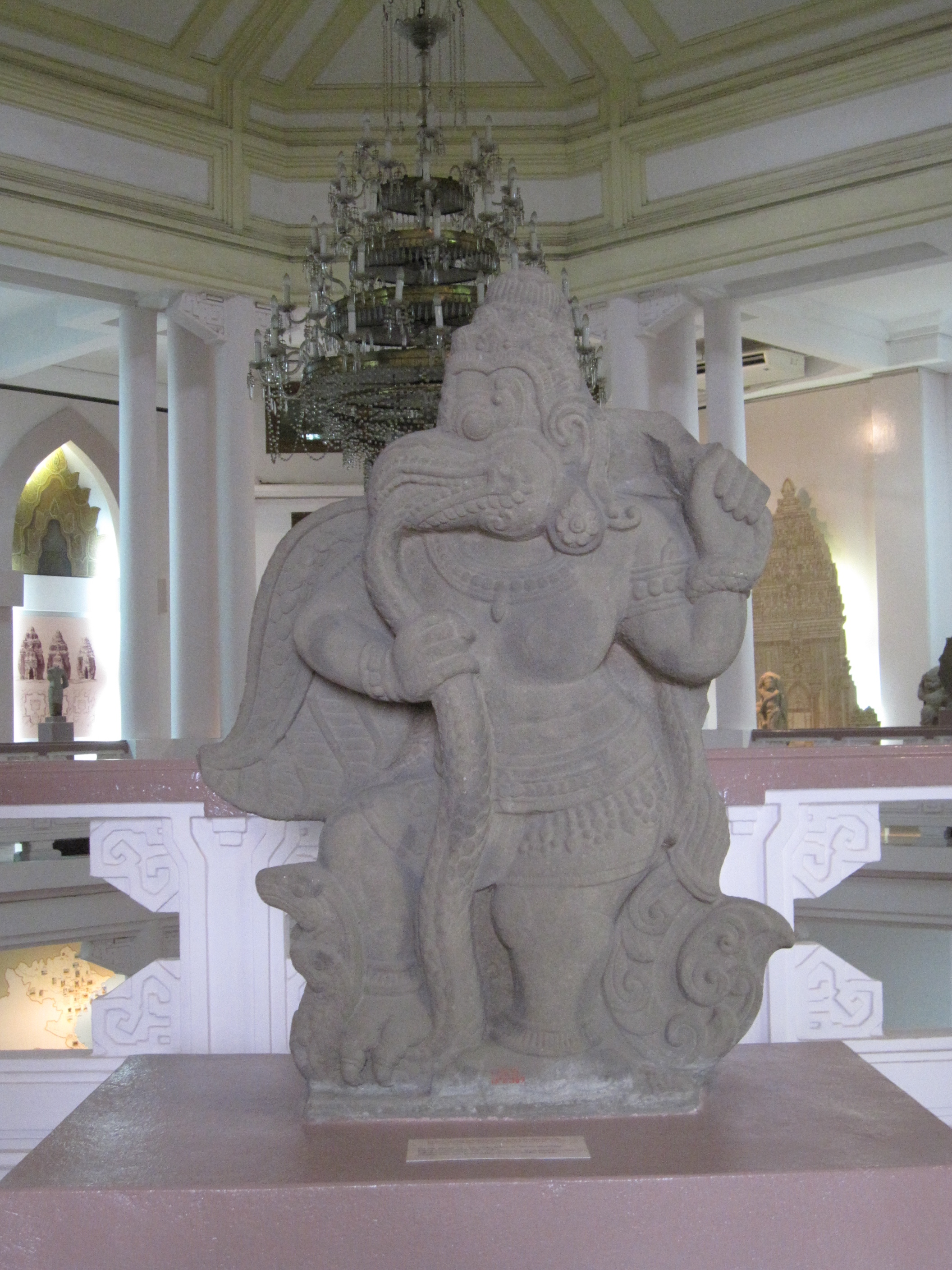
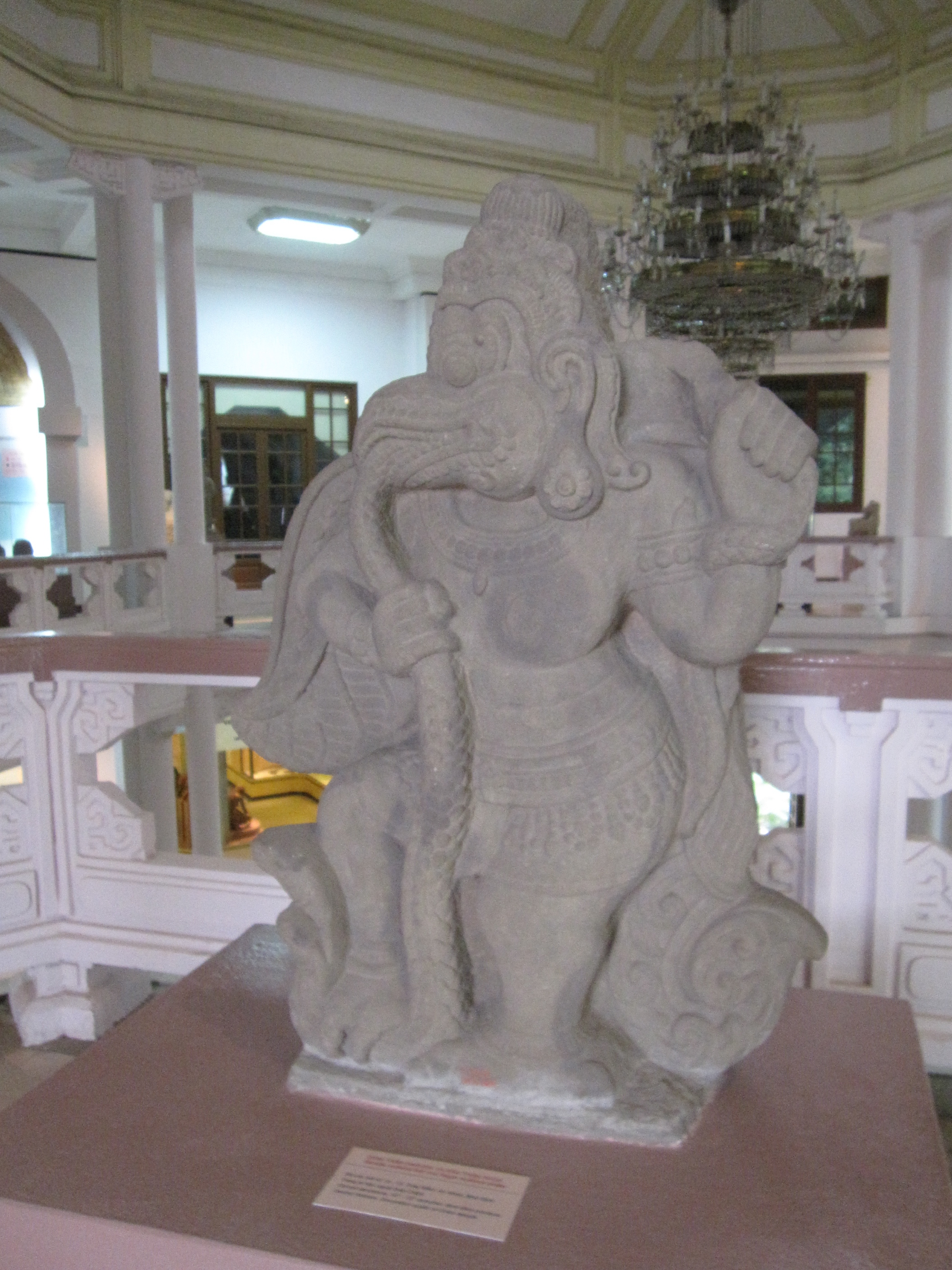
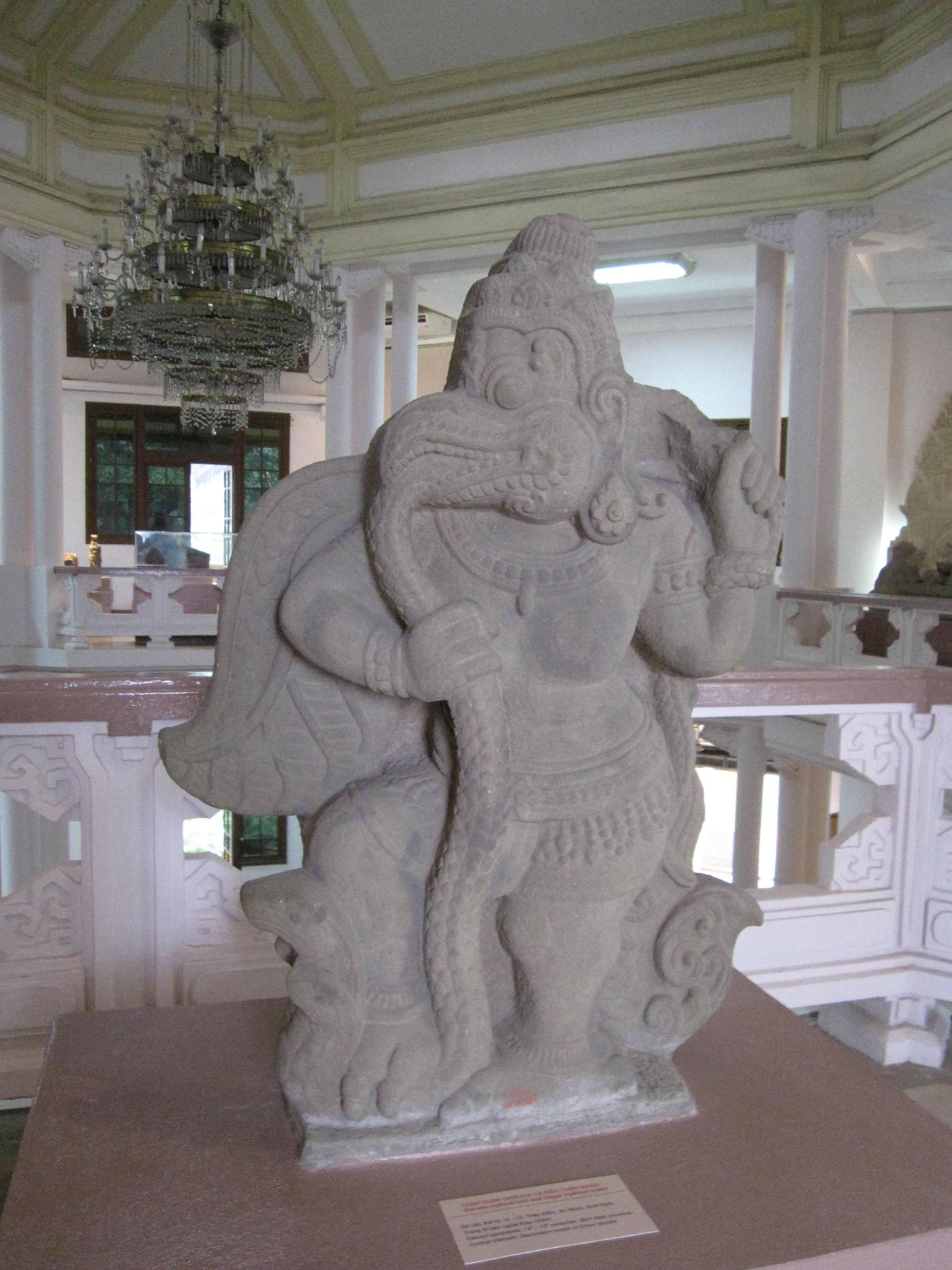

Ở sân chùa Hoa Tiên có một cây cốc đại cổ thụ, thân cây phải 3-4 người ôm. Người ta đồn rằng, dưới gốc cây có một kho vàng khổng lồ được người Hời (người Chăm) chôn giấu từ hàng trăm năm trước, nhiều nhân chứng còn khẳng định có một cặp bạch xà ngày đêm canh giữ kho báu không cho bất kỳ kẻ nào mạo phạm. Người dân cho rằng, ban đêm họ thường thấy ánh vàng sáng rực di chuyển xung quanh "thần mộc". Họ đồn rằng, "vàng từ dưới đất chui lên hóa dạng con gà đi ăn" nhưng khi nghe tiếng động hoặc thấy bóng dáng con người là "đàn gà vàng" biến mất trong nháy mắt, người dân tin rằng những đàn gà vàng đi ăn trong đêm chính là vong hồn của những trinh nữ bị chôn sống theo kho vàng hóa thân mà thành.
Trong văn hóa người Chăm trước kia có rất nhiều giai thoại về việc sử dụng bùa ngải để trấn giữ những thứ quý giá của riêng mình hoặc của dòng tộc. Và hình thức "yểm bùa" bằng trinh nữ cũng đã từng được sử dụng. Linh hồn sẽ không được đầu thai nên sẽ phải làm "thần giữ của" mãi mãi cho đến khi lời nguyền được hóa giải, người dân còn tin rằng kho vàng linh thiêng được một cặp rắn thần canh giữ suốt đêm ngày, không có người nào dám làm bậy. Truyền rằng, một hôm tại gốc cây đại thụ bỗng xuất hiện hai tượng Phật kì dị, nhiều người trong chùa nhìn thấy một cặp rắn khổng lồ thoắt ẩn thoắt hiện xung quanh "linh thụ". Cặp bạch xà dài tới 4 thước và trên đỉnh đầu có mào đỏ rực như lửa.

## Miền Nam

### Đồng Nai
Ở Bến Gỗ, xã An Hòa, Biên Hòa, Đồng Nai có một ngôi miếu nhỏ được nhân dân xây dựng để thờ thần rắn, theo tục thờ rắn của người Nam Bộ xưa, đây là ngôi miếu duy nhất ở Đồng Nai còn thờ rắn. Ngôi miếu có tên là miếu bà Khoanh, chữ "Khoanh" không phải tên một người mà là một động tác khoanh tròn của một con rắn rất lớn. Ban đầu, miếu có tên là miếu rắn Bà Khoanh, vì thời khẩn khoang, người dân "kiêng cữ" từ "rắn" nên mới gọi miếu Bà Khoanh. Truyền thuyết kể rằng xưa kia có một con rắn cái to bằng bắp chân người lớn, đầu có mào đỏ chót hay về nằm khoanh tròn trên bờ sông. Nhân dân làng Bến Gỗ cho là điềm lành, có đấng thần linh về phù hộ mùa màng tươi tốt, bội thu nên xây một ngôi miếu bằng tre lá để thờ bà thần Rắn.
Sau này, dòng họ Mai ở xóm Chài (Bến Gỗ) đã phát tâm xây dựng và trùng tu ngôi miếu to đẹp hơn bằng gạch, đá, gỗ vào các năm 1930, 1954. Hằng năm, miếu Bà Khoanh cúng giỗ lớn vào rằm tháng 3 âm lịch, đặc biệt ở đây còn duy trì tục cúng thịt heo sống. Nhân dân Bến Gỗ vẫn còn truyền tụng nhau một câu chuyện về Ngày cúng lễ, vào nửa đêm họ thường nghe rất rõ tiếng nhạc ngựa và tiếng ngựa hí từ hướng sông Bến Gỗ chạy vọng dần dần lên ngôi miếu. Người ta tin rằng bà Rắn Khoanh ở dưới lòng sông Bến Gỗ cưỡi ngựa lên dự lễ cúng cùng nhân dân địa phương và để nhận vật phẩm cúng là thịt heo sống và tục cúng giỗ "bà" rắn vẫn được duy trì xuyên suốt thời gian từ xa xưa đến nay, sự tích về miếu bà rắn Khoanh được ghi trong cuốn "Thông chí xã An Hòa"

### Tây Nam Bộ
Với người dân miền Tây Nam Bộ, cùng với hổ, cá sấu thì rắn cũng là đối tượng phải dè chừng, đối phó và chinh phục. Ngày nay vẫn lưu truyền nhiều câu chuyện, giai thoại về rắn. Người ta sợ rắn, muốn cầu thân với rắn và do thế, thờ rắn. Hình tượng con rắn trong văn hóa dân gian Tây Nam Bộ được thể hiện qua những câu ca lưu truyền từ rất lâu. Theo bước chân người mở cõi ở miệt đất này, hình tượng con rắn đã in đậm trong tâm thức của họ. Rắn đã trở thành một nét văn hoá trong đời sống của người bình dân Miền Tây.
Ở đồng bằng sông Cửu Long ngày nay vẫn lưu truyền nhiều giai thoại về rắn. Người ta sợ rắn, muốn cầu thân với rắn và thờ rắn do đó kể chuyện về rắn. Tại xã Định Thủy, huyện Mỏ Cày, Bến Tre có một ngôi đình gọi là Đình Rắn, tại đây vẫn lưu truyền về đôi rắn thần khổng lồ, hiền lành. Người dân Rạch Giá, Kiên Giang vẫn kể về đôi rắn thần ở đền Vĩnh Hòa bằng một niềm tin và thái độ tôn kính. Ngoài ra ở vùng U Minh hạ đến nay vẫn lưu truyền hững huyền kỳ về con rắn hổ mây khổng lồ.
Trong tâm thức của người dân Rạch Giá, khi đôi rắn thần xuất hiện cũng là lúc Ngài báo cho bà con trúng mùa. Hay trong truyền thuyết về Thiên Hộ Dương ở Đồng Tháp Mười cũng nói đến đạo binh rắn giúp vị anh hùng đánh giặc Pháp. Cũng như nhiều làng ở tỉnh Long An thờ trăn rắn, một đối tượng gây hiểm hoạ cho con người khi khai phá, rừng cây đầm lầy, tục thờ cá đao cũng có ở nhiều nơi Nam Bộ, loại cá có ngạnh sắc như dao, gây thương tích cho con người, nếu nhiễm trùng cũng có thể dẫn đến tử vong
Văn hóa của khu vực Tây Nam Bộ khi các câu chuyện của nhân dân địa liên quan đến hai lớp tín ngưỡng là Tín ngưỡng thờ Hổ và tín ngưỡng thờ Rắn. Cơ sở của tín ngưỡng này gắn với buổi ban đầu đi mở đất, mở cõi của những cư dân người Việt đầu tiên trên vùng đất này điều này phản ánh cụ thể ở Đình Rắn, xuất hiện lớp tín ngưỡng đầu tiên là thờ thần tự nhiên (Cọp và Rắn) do các cư dân đến khai phá tạo nên. Hổ, rắn, cá sấu trở thành những đối tượng mà họ vừa cầu thân, thờ cúng vừa đấu tranh, chinh phục để tồn tại.
Nếu như hổ gợi nhắc về vị thần núi, chúa sơn lâm thì hình tượng rắn lại gợi nhắc về vị thủy thần là hai vị thần quan trọng bậc nhất trong thần điện của người Việt. Cặp biểu tượng Núi-Nước (Sơn-Thủy), Âm-Dương lại được tái hiện qua hai hình tượng Hổ-Rắn. Việc thờ hổ phản ánh ký ức kinh hoàng về sự tác oai tác quái của hổ đối với đời sống thì tính chất hiền của đôi rắn thần không hại ai bao giờ là sự khúc xạ của hình ảnh những con sông ngòi, kênh rạch Nam bộ vốn hiền hòa, thường xuyên bồi đắp phù sa cho những cánh đồng thẳng cánh cò bay, mang lại nguồn lợi thủy sản cho cuộc sống ấm no của người dân (khác với hình ảnh những con sông và mùa lũ hung hãn như ở miền Bắc và miền Trung).